# Satrapía de Armenia
La satrapía de Armenia fue una región controlada por la dinastía Oróntida (570 a. C.-321 a. C.) tras la caída de Urartu. Una de las satrapías del Imperio aqueménida en el siglo VI a. C., luego se convirtió en un reino independiente. Sus capitales fueron Tushpa y posteriormente Erebouni.

## Toponimia
- en persa antiguo: 𐎠𐎼𐎷𐎡𐎴, romanizado: Armina; o 𐎠𐎼𐎷𐎡𐎴𐎹, Arminiya[cita requerida][1]
- en idioma elamita, 𐎹𐎠𐎼𐎺𐎴𐎯𐎴𐎡, Harminuya[cita requerida][2]
- en idioma acadio, Urashtu[cita requerida]
- en armenio: Հայաստանի սատրապություն, romanizado: Hayastani satraput’yun[cita requerida]

## Historia

### Orígenes
Después del colapso de Urartu, la zona quedó bajo la administración del Imperio medo y los escitas. Más tarde el territorio fue conquistado por el Imperio aqueménida, que lo incorporó como una satrapía.

### Dinastía Oróntida
La dinastía Oróntida, o conocida por su nombre nativo, Eruandid o Yervanduni, fue una dinastía hereditaria iraní que gobernó la Satrapía de Armenia, el estado sucesor del reino de la Edad del Hierro de Urartu. Se sugiere que tenía vínculos familiares dinásticos con la dinastía gobernante aqueménida. A lo largo de su existencia, los Oróntidas enfatizaron su linaje aqueménida para fortalecer su legitimidad política.
Los miembros de la dinastía gobernaron Armenia de manera intermitente durante el período que va desde el siglo VI a. C. hasta al menos el siglo II a. C.. Primero lo hicieron como sátrapas de los imperios medo y aqueménida, después como gobernantes de un reino independiente, y finalmente como reyes de Sofene y Comagene, estados que finalmente sucumbieron al Imperio Romano.
Los Oróntidas establecieron su supremacía sobre Armenia en la época de la invasión escita y meda en el siglo VI a. C.[cita requerida] Su fundador fue Orontes I Sakavakyats (en armenio: Օրոնտես Ա Սակավակյաց, Yervand I Sakavakyats). Su hijo, Tigranes Oróntida, unió sus fuerzas con Ciro II el Grande y mató al rey de Media. Moisés de Corene lo llamó "el más sabio, poderoso y valiente de los reyes armenios".
Desde el 553 a. C. hasta el 521 a. C., Armenia fue un reino sujeto del Imperio aqueménida, pero cuando Darío I era rey, decidió conquistar la región. Envió a un armenio llamado Dâdarši para detener una revuelta contra el dominio persa, y luego lo reemplazó con el general persa Vaumisa, quien derrotó a los armenios en el 521 a. C. Casi al mismo tiempo, otro armenio de nombre Arakha hijo de Haldita afirmó ser el hijo de Nabonido (último rey de Babilonia) y se rebautizó a sí mismo como Nabucodonosor IV. Su rebelión duró poco y fue reprimida por Intafrenes, mano derecha de Darío.
Tras la desaparición del Imperio aqueménida, la satrapía de Armenia se incorporó al Imperio de Alejandro. Después de la muerte de Alejandro Magno, los Oróntidas obtuvieron su independencia desde el 321 a. C. hasta el 301 a. C., cuando el Reino de Armenia cayó ante el Imperio seléucida. En 212 a. C. Jerjes de Armenia se rebeló contra los seléucidas, pero capituló cuando Antíoco III el Grande lo asedió en su capital, Arsamasota. En 201 a. C., Armenia fue conquistada por Artaxias, un general del Imperio seléucida de quien se dice que era miembro de la dinastía Oróntida. Orontes IV, el último rey Oróntida, fue asesinado; pero los Oróntidas continuaron gobernando en Sofene y Comagene hasta el siglo I a. C.
En dos inscripciones del monumento en el monte Nemrut al rey Antíoco I de Comagene, Orontes I (hijo o más probablemente yerno de Artajerjes I) es considerado como un antepasado de los Oróntidas que gobernaban sobre Comagene, quienes rastrearon su familia hasta Darío el Grande.

## Idioma
A pesar de la conquista helenística de Persia, las culturas locales armenia y persa siguieron siendo el elemento más fuerte dentro de la sociedad y las élites.
La administración Oróntida usó el arameo en sus documentos oficiales durante siglos, mientras que la mayoría de las inscripciones usaban la escritura cuneiforme persa antigua. Jenofonte usó un intérprete para hablar con los armenios, mientras que algunos pueblos armenios hablaban persa.
Las inscripciones griegas en Armavir indican que las clases altas usaban el griego como uno de sus idiomas. Bajo Orontes IV (r. c. 210 a. C.-200 a. C.), la estructura de gobierno había comenzado a parecerse a las instituciones griegas, y el griego se usaba como idioma de la corte real. Orontes IV se había rodeado de la nobleza helenizada y patrocinó el establecimiento de una escuela griega en Armavir, la capital del reino armenio.